# Sandra y Paulina
Sandra y Paulina é uma telenovela mexicana, produzida pela Televisa e exibida pelo El Canal de las Estrellas entre 24 de fevereiro e 18 de agosto de 1980.

## Elenco
- Jacqueline Andere - Paulina/Sandra
- Angélica Aragón - Isabel
- Manuel Armenta - Investigador
- Porfirio Baz - Manuel
- Gustavo Ganem - Marco